# Arménie aux Jeux olympiques d'été de 2024
L'Arménie participe aux Jeux olympiques de 2024 à Paris. Il s'agit de sa 8e participation à des Jeux olympiques d'été.
Le boxeur Davit Chaloyan et la nageuse Varsenik Manucharyan (en) sont nommés porte-drapeaux de la délégation arménienne, composée de 15 sportifs,,.

## Nombre d’athlètes qualifiés par sport
Voici la liste des qualifiés et sélectionnés arméniens par sport (remplaçants compris) :
| Sport         | Hommes | Femmes | Total |
| ------------- | ------ | ------ | ----- |
| Athlétisme    | 1      |        | 1     |
| Boxe          | 1      |        | 1     |
| Gymnastique   | 2      |        | 2     |
| Haltérophilie | 3      |        | 3     |
| Lutte         | 5      |        | 5     |
| Natation      | 1      | 1      | 2     |
| Tir           |        | 1      | 1     |
| Total         | 13     | 2      | 15    |

## Bilan général
| Sport         | Médaille d'or, Jeux olympiques | Médaille d'argent, Jeux olympiques | Médaille de bronze, Jeux olympiques | Total |
| ------------- | ------------------------------ | ---------------------------------- | ----------------------------------- | ----- |
| Gymnastique   |                                | 1                                  |                                     | 1     |
| Haltérophilie |                                | 1                                  |                                     | 1     |
| Lutte         |                                | 1                                  | 1                                   | 2     |
| Total         | 0                              | 3                                  | 1                                   | 4     |

| Jour    | Médaille d'or, Jeux olympiques | Médaille d'argent, Jeux olympiques | Médaille de bronze, Jeux olympiques | Total |
| ------- | ------------------------------ | ---------------------------------- | ----------------------------------- | ----- |
| 4 août  |                                | 1                                  |                                     |       |
| 7 août  |                                | 1                                  | 1                                   |       |
| 10 août |                                | 1                                  |                                     |       |
| Total   | 0                              | 3                                  | 1                                   | 4     |

| Sexe   | Médaille d'or, Jeux olympiques | Médaille d'argent, Jeux olympiques | Médaille de bronze, Jeux olympiques | Total |
| ------ | ------------------------------ | ---------------------------------- | ----------------------------------- | ----- |
| Hommes | 0                              | 3                                  | 1                                   | 4     |
| Femmes | 0                              | 0                                  | 0                                   | 0     |
| Mixte  | 0                              | 0                                  | 0                                   | 0     |
| Total  | 0                              | 3                                  | 1                                   | 4     |

## Médaillés
| Sport         | Discipline                                  | Athlète(s)       | Performance     | Date         |
| ------------- | ------------------------------------------- | ---------------- | --------------- | ------------ |
| Gymnastique   | Gymnastique artistique saut de cheval homme | Artur Davtyan    | 14.966          | 4 août 2024  |
| Haltérophilie | plus de 102 kg hommes                       | Varazdat Lalayan | 467 kg          | 10 aout 2024 |
| Lutte         | moins de 97 kg homme                        | Artur Aleksanyan | 1 - 4 en finale | 7 aout 2024  |

| Sport | Discipline           | Athlète(s)     | Performance            | Date        |
| ----- | -------------------- | -------------- | ---------------------- | ----------- |
| Lutte | moins de 77 kg homme | Malkhas Amoyan | 5 - 6 en petite finale | 7 aout 2024 |

## Résultats

### Athlétisme
| Athlètes               | Épreuve | Premier tour (ou tour préliminaire) | Premier tour (ou tour préliminaire) | Repêchage (ou premier tour) | Repêchage (ou premier tour) | Demi-finales | Demi-finales | Finale  | Finale  |
| Athlètes               | Épreuve | Temps                               | Rang                                | Temps                       | Rang                        | Temps        | Rang         | Temps   | Rang    |
| ---------------------- | ------- | ----------------------------------- | ----------------------------------- | --------------------------- | --------------------------- | ------------ | ------------ | ------- | ------- |
| Yervand Mkrtchyan (en) | 800 m   | 1 min 49 s 91 (record d'Arménie)    | 9e                                  | 1 min 50 s 07               | 8e                          | éliminé      | éliminé      | éliminé | éliminé |

### Boxe
| Athlètes       | Catégorie                   | 1/8e de finale           | Quart de finale                  | Demi-finale         | Finale              |
| Athlètes       | Catégorie                   | Adversaire Résultat      | Adversaire Résultat              | Adversaire Résultat | Adversaire Résultat |
| -------------- | --------------------------- | ------------------------ | -------------------------------- | ------------------- | ------------------- |
| Davit Chaloyan | Poids super-lourds (+92 kg) | Orie (en) Victoire 3 - 2 | Ghadfa Drissi (en) Défaire 0 - 5 | éliminé             | éliminé             |

### Gymnastique artistique
| Athlète        | Compétition    | Qualifications | Qualifications | Qualifications | Qualifications | Qualifications    | Qualifications | Qualifications | Qualifications | Finale   | Finale         | Finale   | Finale   | Finale            | Finale     | Finale | Finale                             |
| Athlète        | Compétition    | Appareil       | Appareil       | Appareil       | Appareil       | Appareil          | Appareil       | Total          | Rang           | Appareil | Appareil       | Appareil | Appareil | Appareil          | Appareil   | Total  | Rang                               |
| Athlète        | Compétition    | Sol            | Cheval d'arçon | Anneaux        | Saut           | Barres parallèles | Barre fixe     | Total          | Rang           | Sol      | Cheval d'arçon | Anneaux  | Saut     | Barres parallèles | Barre fixe | Total  | Rang                               |
| -------------- | -------------- | -------------- | -------------- | -------------- | -------------- | ----------------- | -------------- | -------------- | -------------- | -------- | -------------- | -------- | -------- | ----------------- | ---------- | ------ | ---------------------------------- |
| Vahagn Davtyan | Anneaux        | -              | -              | 14.733         | -              | -                 | -              | -              | 7e             | -        | -              | 14.866   | -        | -                 | -          | -      | 6e                                 |
| Artur Davtyan  | Saut de cheval | -              | -              | -              | 14.666         | -                 | -              | -              | 7e             | -        | -              | -        | 14.966   | -                 | -          | -      | Médaille d'argent, Jeux olympiques |

### Haltérophilie
| Athlète               | Compétition     | Arraché  | Arraché | Épaulé-jeté | Épaulé-jeté | Total  | Rang                               |
| Athlète               | Compétition     | Résultat | Rang    | Résultat    | Rang        | Total  | Rang                               |
| --------------------- | --------------- | -------- | ------- | ----------- | ----------- | ------ | ---------------------------------- |
| Andranik Karapetyan   | Moins de 89 kg  | 170 kg   | 5e      | 200 kg      | 7e          | 370 kg | 7e                                 |
| Garik Karapetyan (en) | Moins de 102 kg | 186 kg   | 1e      | 212 kg      | 5e          | 398 kg | 4e                                 |
| Varazdat Lalayan      | Plus de 102 kg  | 215 kg   | 2e      | 252 kg      | 2e          | 467 kg | Médaille d'argent, Jeux olympiques |

### Lutte
| Athlète              | Compétition    | Huitièmes de finale              | Quart de finale                | Demi-finale         | Repêchage           | Finale / CB         |
| Athlète              | Compétition    | Adversaire Résultat              | Adversaire Résultat            | Adversaire Résultat | Adversaire Résultat | Adversaire Résultat |
| -------------------- | -------------- | -------------------------------- | ------------------------------ | ------------------- | ------------------- | ------------------- |
| Arsen Harutyunyan    | Moins de 57 kg | Bravo-Young (en) Victoire 13 - 3 | Abdullaev (en) Défaite 5 - 12  | éliminé             | éliminé             | éliminé             |
| Vazgen Tevanyan (en) | Moins de 65 kg | Dzebisashvili Victoire 11 - 0    | Tumur-Ochir (en) Défaite 5 - 7 | éliminé             | éliminé             | éliminé             |

| Athlète              | Compétition    | Huitièmes de finale                | Quart de finale                  | Demi-finale                          | Repêchage                     | Finale / CB          | Rang                                |
| Athlète              | Compétition    | Adversaire Résultat                | Adversaire Résultat              | Adversaire Résultat                  | Adversaire Résultat           | Adversaire Résultat  | Rang                                |
| -------------------- | -------------- | ---------------------------------- | -------------------------------- | ------------------------------------ | ----------------------------- | -------------------- | ----------------------------------- |
| Slavik Galstyan (en) | Moins de 67 kg | Montano Arroyo (en) Victoire 3 - 2 | Sylla Victoire 3 - 2             | Esmaeili Leivesi (en) Défaite 4 - 10 | Orta Sanchez Défaite 0 - 7    | éliminé              | 4e                                  |
| Malkhas Amoyan       | Moins de 77 kg | Sarkkinen Victoire 8 - 0           | Kavianinejad (en) Victoire 3 - 0 | Kusaka (en) Défaite 1 - 3            | Vardanyan (en) Victoire 6 - 5 | éliminé              | Médaille de bronze, Jeux olympiques |
| Artur Aleksanyan     | Moins de 97 kg | Kim Victoire 9 - 0                 | Assakalov Victoire 9 - 5         | Rosillo Kindelan Victoire 5 - 3      | éxempté                       | Saravi Défaite 1 - 4 | Médaille d'argent, Jeux olympiques  |

### Natation
| Athlète               | Épreuve          | Séries  | Séries | Demi-finales | Demi-finales | Finale  | Finale  |
| Athlète               | Épreuve          | Temps   | Rang   | Temps        | Rang         | Temps   | Rang    |
| --------------------- | ---------------- | ------- | ------ | ------------ | ------------ | ------- | ------- |
| Artur Barseghyan (en) | 100 m nage libre | 51 s 54 | 7e     | éliminé      | éliminé      | éliminé | éliminé |

| Athlète                   | Épreuve        | Séries       | Séries | Demi-finales | Demi-finales | Finale  | Finale  |
| Athlète                   | Épreuve        | Temps        | Rang   | Temps        | Rang         | Temps   | Rang    |
| ------------------------- | -------------- | ------------ | ------ | ------------ | ------------ | ------- | ------- |
| Varsenik Manucharyan (en) | 100 m papillon | 1 min 1 s 24 | 3e     | éliminé      | éliminé      | éliminé | éliminé |

### Tir
| Tireuses          | Compétition                  | Qualification | Qualification | Finale  | Finale  |
| Tireuses          | Compétition                  | Points        | Rang          | Points  | Rang    |
| ----------------- | ---------------------------- | ------------- | ------------- | ------- | ------- |
| Elmira Karapetyan | Pistolet à 10 m air comprimé | 576           | 9e            | éliminé | éliminé |